# The Most Dangerous Game (Richard Connell)
"The Most Dangerous Game" (vrije vertaling: "Het Meest Gevaarlijke Dier" of "Het Meest Gevaarlijke Spel"), ook uitgegeven onder de titel The Hounds of Zaroff, is een kort verhaal geschreven door Richard Connell. Het verhaal werd voor het eerst gepubliceerd in Collier's Weekly op 19 januari 1924.
Het verhaal staat wereldwijd bekend als het bekendste werk van Connell. Het is meerdere malen bewerkt voor film en televisie. Het verhaal speelt in op de safari’s en grote jachtpartijen die eind jaren 20 van de 20e eeuw geliefd waren bij rijke Amerikanen.

## Samenvatting
Jager Sanger Rainsford en zijn jachtgenoot Whitney zijn op weg naar het Amazoneregenwoud om te jagen op de roofdieren aldaar. Onderweg verliest Rainsford zijn pijp. Hij springt overboord om het ding terug te halen, maar kan nadien niet terugzwemmen naar het schip omdat dat al te ver weg is. In plaats daarvan zwemt hij naar een nabij gelegen eiland. 
Het eiland blijkt eigendom van een Russische jager genaamd generaal Zaroff. Hij woont er samen met zijn reusachtige doofstomme dienaar Ivan. Zaroff kent Rainsford’s reputatie als jager op groot wild en nodigt hem uit voor een diner. Tijdens dit diner vertelt hij Rainsford dat het jagen hem geen genoegdoening meer geeft omdat hij inmiddels zo goed is geworden dat geen enkel dier meer echt een uitdaging voor hem vormt. In plaats daarvan heeft hij zich toegelegd op een ander soort prooi: mensen. Tot Rainsford’s schok blijkt Zaroff reeds vele schippers die op zijn eiland zijn gekomen te hebben gebruikt als prooi voor zijn jacht.
Zaroff nodigt Rainsford uit om met hem mee te doen, maar die weigert. Daarom maakt Zaroff Rainsfield tot zijn volgende slachtoffer.  Net als bij al zijn andere slachtoffers geeft Zaroff Rainsford drie uur voorsprong voor hij met de jacht begint. Wat volgt is een dodelijk kat-en-muisspel waarbij Rainsford Zaroff probeert te ontlopen. Rainsford gebruikt zijn eigen ervaringen als jager om terug te vechten tegen Zaroff. Zo doodt hij een paar van diens jachthonden met valstrikken. Via een truc die hij geleerd heeft van de inheemse bevolking in Oeganda kan hij ook Ivan uitschakelen.
Uiteindelijk blijven enkel Zaroff en Rainsford over. Rainsford laat Zaroff denken dat hij zelfmoord pleegt door van een rots in zee te springen. Die nacht overvalt Rainsford Zaroff in zijn slaapkamer en verslaat hem in het gevecht dat ontstaat.

## Bewerkingen

### Film
Het verhaal is meerdere malen bewerkt voor film. De bekendste verfilming is The Most Dangerous Game uit 1932, van RKO Pictures. Dit is tevens de enige verfilming waarin de originele personages worden gebruikt. Verfilmingen zijn:
- The Most Dangerous Game (1932)
- A Game of Death (1945)
- The Dangerous Game (1953)
- Run for the Sun (1956)
- Bloodlust! (1961)
- The Naked Prey (1966)
- The Woman Hunt (1973)
- Mottomo kiken na yuugi (1978)
- Slave Girls from Beyond Infinity (1987)
- Deadly Prey (1988)
- Lethal Woman (1988)
- Hard Target (1993)
- Surviving the Game (1994)
- The Pest (1997)
- Taxidermy  (TBA)

### Radio
Het verhaal is ook driemaal bewerkt tot een radiohoorspel, te beginnen met een aflevering van de serie Suspense op 23 september 1943. Hierin vertolkt Orson Welles de rol van Zaroff en Keenan Wynn de rol van Rainsford. De tweede radiobewerking was voor de serie  Escape.  

### Televisie
De plot van “The Most Dangerous Game” is meerdere malen gebruikt voor televisieseries. Vaak betreft het hier een enkele aflevering, waarin de hoofdpersonages op een afgelegen locatie belanden en daar worden opgejaagd door een jager.
Een parodie op het verhaal was te zien  in de serie Gilligan's Island, aflevering 3.18 "The Hunter". Ook aflevering 11 van de serie Get Smart, "Island of the Darned", is gebaseerd op “The Most Dangerous Game”.